# Како постати несрећан без туђе помоћи (књига)
Како постати несрећан без туђе помоћи (енгл. The Situation is Hopeless, but not Serious) је стручна књига аустријско-америчког психолога и филозофа Павела Вацлавика (енгл. Paul Watzlawick) (1921-2007) објављена 1983. године. На српском језику књигу је први пут објавила издавачка кућа "Жарко Албуљ" из Београда 1995. године у преводу Соње Бојић.

## О аутору
Павел Вацлавик (25. јун 1921. - 31. март 2007.) је био аустријско-амерички психолог и филозоф, теоретичар теорије комуникације и радикалног конструктивизма.
Бавио се интерперсоналном комуникацијом у породици и другим друштвеним групама. Био је професор психотерапије на Универзитету у Стантфорду, као и гостујући професор на више универзитета. Био је члан Пало Алто школе и један је од родоначелника теорије комуникације.

## О књизи
Аутор са текстовима у књизи Како постати несрећан раскида са идејом да је циљ људских бића тежња за срећом. Пол Вацлавик метафорама, афоризмима, анегдотама и поучним причама на забаван и ироничан начин описује различите могућности да свој свакодневни живот човек учини неподношљивим и истраје у придавању изузетне важности тривијалним догађајима.
Теоретска основа књиге заснована је на налазима Пало Алто школе, чији је и сам аутор један од покретача. Припадници школе су развили Теорију комуникације која је изведена из истраживања парадокса људске комуникације и њених поремећаја. Књига Како постати несрећан почива на тим парадоксима и слободи да се поиграмо са бесмисленим и ирационалним поступцима којима самосаботирамо себе.